# Stanisław Węsławski
Stanisław Węsławski (ur. 17 października 1896 w Wilnie, zm. 2 grudnia 1942 w Ponarach) – adwokat, kompozytor utworów fortepianowych i pieśni, konspiracyjny prezydent Królewskiego i Stołecznego Miasta Wilna i prezes Polskiego Czerwonego Krzyża.

## Życiorys
Urodził się w Wilnie, jako syn Witolda, lekarza, i Emilii z domu Saryusz-Bielskiej, pisarki, publicystki i działaczki społecznej. Studiował prawo w Moskwie, gdzie ukończył także studia muzyczne. Następnie zajmował się komponowaniem utworów fortepianowych, pod kierunkiem Tadeusza Szeligowskiego (od 1932 prowadzącego klasę kompozycji w konserwatorium wileńskim). Równolegle zajmował się działalnością adwokacką, prowadząc własną kancelarię prawniczą w Wilnie przy ul. Niemieckiej 3. Zajmował się działalnością społeczną. Dzięki wysokiej kulturze osobistej i szerokich zainteresowaniach kulturalnych stał się animatorem życia kulturalnego w Wilnie. Pracował m/in jako kierownik (referent) muzyczny w Rozgłośni Polskiego Radia w Wilnie.
Od 1939 uczestniczył w życiu konspiracyjnym na Wileńszczyźnie. Wkrótce został wytypowany przez warszawski ośrodek dyspozycyjny Polskiego Państwa Podziemnego na stanowisko Delegata Okręgowego w Wilnie, na co jednak nie wyraził zgody. Wybrany został prezesem konspiracyjnego Polskiego Czerwonego Krzyża i szefem komórki opieki społecznej przy komendzie Armii Krajowej. W jego mieszkaniu odbywały się także spotkania władz Armii Krajowej z komendantem Okręgu Wileńskiego ZWZ ppłk. Aleksandrem Krzyżanowskim. Działał jako przedstawiciel Konwentu Stronnictw Politycznych przy Delegaturze Rządu na Kraj. Został także mianowany pierwszym konspiracyjnym prezydentem miasta Wilna.
W AK nosił pseudonim „Cichy”.
5 lipca 1942 został aresztowany przez Niemców i osadzony w więzieniu na Łukiszkach w Wilnie. Po pięciomiesięcznym śledztwie został rozstrzelany 2 grudnia 1942 w masowej egzekucji w Ponarach.
Pośmiertnie (1967) odznaczony Srebrnym Krzyżem Zasługi z Mieczami oraz Krzyżem Armii Krajowej (1970).